# Ayumi hamasaki SECRET LIVE
『ayumi hamasaki SECRET LIVE』（アユミ・ハマサキ・シークレット・ライブ）は、浜崎あゆみが1999年5月8日に赤坂BLITZで行った初の単発ライブである。

## 概要
浜崎初の単独ライブである。
1999年に発売した1stアルバム『A Song for ××』の発売記念イベントであり、アンケートに答えたファンの中から抽選で2000人が選ばれた。
2018年3月現在、このライブの映像化はされていない。

## 会場
- 1999年5月8日・東京都 赤坂BLITZ

## 曲目
1. Depend on you
2. poker face
3. Hana
4. YOU
5. POWDER SNOW
6. FRIEND II
7. SIGNAL
8. Hana
9. For My Dear...
10. Trust
11. WHATEVER
12. SIGNAL
13. A Song for ××
14. TO BE
15. Present